# Ronde van Zeeland Seaports 2014
Il Ronde van Zeeland Seaports 2014, settima edizione della corsa, valido come evento dell'UCI Europe Tour 2014 categoria 1.1, si svolse il 7 giugno 2014 su un percorso di 197,5 km, con partenza da Terneuzen ed arrivo a Goes. Fu vinta dall'olandese Theo Bos in 4h 24' 17" alla media di 44,83 km/h.
Furono 132 i ciclisti che completarono la gara.

## Squadre e corridori partecipanti
| N.    | Cod. | Squadra                      |
| ----- | ---- | ---------------------------- |
| 1-8   | BEL  | Belkin Pro Cycling Team      |
| 11-18 | GIA  | Team Giant-Shimano           |
| 21-28 | AND  | Androni Giocattoli-Venezuela |
| 31-38 | TSV  | Topsport Vlaanderen-Baloise  |
| 41-48 | WGG  | Wanty-Groupe Gobert          |
| 51-58 | SKT  | An Post-Chainreaction        |
| 61-68 | RIJ  | Cyclingteam De Rijke-Shanks  |
| 71-78 | CJP  | Cyclingteam Jo Piels         |
| 81-88 | JTW  | Josan-ToWin Cycling Team     |

| N.      | Cod. | Squadra                   |
| ------- | ---- | ------------------------- |
| 91-98   | KOG  | Koga Cycling Team         |
| 101-108 | MET  | Metec-TKH                 |
| 111-118 | PVC  | Parkhotel Valkenburg      |
| 121-128 | RDT  | Rabobank Development Team |
| 131-138 | VPC  | Riwal Cycling Team        |
| 141-148 | SGT  | Team Stuttgart            |
| 151-158 | MMM  | Team 3M                   |
| 161-168 | VER  | Veranclassic-Doltcini     |
| 171-178 | NLD  | Paesi Bassi               |

## Ordine d'arrivo (Top 10)
| Pos. | Corridore           | Squadra   | Tempo    |
| ---- | ------------------- | --------- | -------- |
| 1    | Theo Bos            | Belkin    | 4h24'17" |
| 2    | Ramon Sinkeldam     | Giant     | s.t.     |
| 3    | Michael Van Staeyen | Topsport  | s.t.     |
| 4    | Alexander Krieger   | Stuttgart | s.t.     |
| 5    | Marco Zanotti       | Parkhotel | s.t.     |
| 6    | Yves Lampaert       | Topsport  | s.t.     |
| 7    | Johim Ariesen       | Metec-TKH | s.t.     |
| 8    | Egidijus Juodvalkis | Team 3M   | s.t.     |
| 9    | Kenny van Hummel    | Androni   | s.t.     |
| 10   | Omar Bertazzo       | Androni   | s.t.     |